# Anguillara Veneta

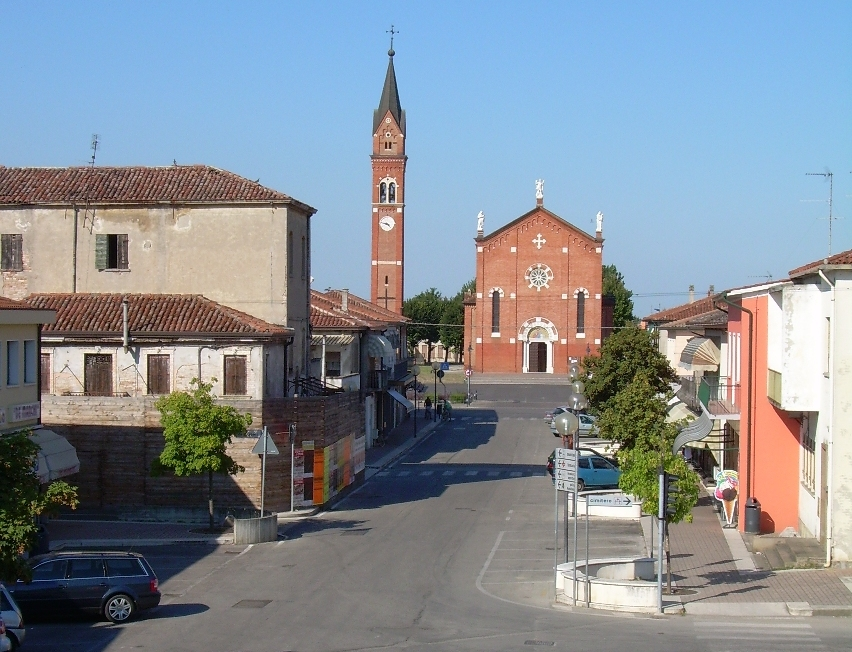
Pfarrkirche in Anguillara Veneta

Anguillara Veneta ist eine italienische Gemeinde (comune) mit 4159 Einwohnern (Stand 31. Dezember 2023) in der Provinz Padua, Region Venetien.

## Geographie
Die Gemeinde liegt etwa 30 km südlich der Provinzhauptstadt Padua und 10 km nordöstlich von Rovigo am orographisch linken Ufer der Etsch. Die Nachbargemeinden sind Agna, Bagnoli di Sopra, Boara Pisani, Cavarzere (VE), Pozzonovo, Rovigo (RO), San Martino di Venezze (RO) und Tribano.
Auf dem Gebiet der Gemeinde Anguillara Veneta siedelten bereits zur Bronzezeit Menschen. Im Mittelalter war der Ort mehrmals in kriegerische Auseinandersetzungen (meistens mit Ferrara) verwickelt.
Der Ort ist landwirtschaftlich geprägt, produziert werden hauptsächlich Mais und Weizen.

## Persönlichkeiten aus Anguillara Veneta
- José Quaglio (1923–2007), italienischer Schauspieler und Regisseur

## Ehrenbürger von Anguillara Veneta
Unter heftigen Protesten wurde 2021 dem rechtsextremen Präsidenten Brasiliens Jair Bolsonaro (* 1955) die Ehrenbürgerschaft der Gemeinde Anguillara Veneta verliehen. Bolsonaro war persönlich anwesend, da er am G-20-Gipfel in Rom teilgenommen hatte. Sein Urgroßvater Vittorio Bolzonaro stammte aus dem Ort. Die Bürgermeisterin von Anguillara Veneta, Mitglied der rechtspopulistischen Partei Lega, verteidigte die Entscheidung damit, dass die Auszeichnung „nicht in erster Linie an die Person“ Bolsonaro gehe, sondern als Repräsentant des Staates. Die Stadt danke damit dem Land Brasilien für die freundliche Aufnahme der damals Eingewanderten.